# タネツケバナ
タネツケバナ（種漬花・種付花、学名: Cardamine occulta）はアブラナ科タネツケバナ属の植物の一種。水田などの水辺に群生する雑草。和名の由来は、イネの種籾を水につけて苗代作りの準備をするころに白い花を咲かせることから「種漬け花」と名付けられたといわれる。別名、タガラシ、ミズガラシ、コメナズナともよばれる。中国植物名は、湾曲砕米薺（わんきょくさいべいせい）。

## 分類
従来、この植物の学名は、Cardamine flexuosa と混同されていた経過にある。これは北半球に広く分布し、イギリス産の植物に命名された C. flexuosa が日本に分布するタネツケバナと同種とされたためである。京都大学の工藤洋ら (2006) の研究により、C. flexuosa はヨーロッパの山地に広く分布し、ブナ林やトウヒ林の林縁などに生育するのに対し、日本に分布するタネツケバナは、アジアの農耕地周辺に広く分布し、水田やその類似地に生育するものであり、両種の生態的分布は大きく異なり、地理的にも連続しないことが明らかにされた。さらに、Lihová ら (2006) の研究により、C. flexuosa は2n=32の４倍体であるのに対し、タネツケバナは2n=64の8倍体であることが明らかになった。これらのことから、Marhold ら (2016) によって、タネツケバナの学名は、アジアに分布するタネツケバナ属の8倍体の分類群の中で最初につけられた Cardamine occulta が採用された。この学名はデンマークの植物学者イェンス・ヴィルケン・ホルネマンが、コペンハーゲン植物園で種子から育てた中国産のタネツケバナ属の植物につけられたものである。

## 特徴
日本の北海道・本州・四国・九州・南西諸島に分布する。日本全土に生育し、アジアの農耕地域に広く分布する。平地の水田、あぜ道、湿地、溝、河川敷などの水辺に自生し、湿った場所を好んで群生する。水田雑草としてもよく見られ、時に半ば水につかって育っている。
全体に柔らかい越年草、あるいは一年草。10月頃に発芽し、葉を放射状に広げたロゼットで越冬し、春に花を咲かせる。水田の暦にもうまく適応しており、発芽時期は丁度稲刈りの後になり、翌春、たね籾を水につけ発芽を促すころに花をつける。花弁は４枚の十字花であり、雄しべも４本。葉は羽状の複葉であり、頂小葉がもっとも大きい茎は下部から分枝し、高さは変位が大きく10 - 40センチメートル (cm) ほどになる。茎はふつう、暗紫色を帯びる。葉は互生し、茎の根本と下部に、一回羽状複葉の葉をつける。葉の大きさも、草丈に応じてかなり変化する。葉身は羽状に深く裂け、下方の葉は7 - 10枚の小葉に分かれ、小葉は丸く小さく、頂の小葉はやや大きい。裂片は丸みのある五角形であるが、その形には変化がある。
花期は早春から初夏にかけて（3 - 5月ごろ）。花は茎の先端に総状花序をなし、白色の小さな4弁花を10 - 20個つける。花弁は白、果実は棒状で上を向く。長角果は長さ2 cmほどで、熟すとはじけて2つに裂ける。
なお、育ちがよいものは小型のクレソンに似て見えることがある。

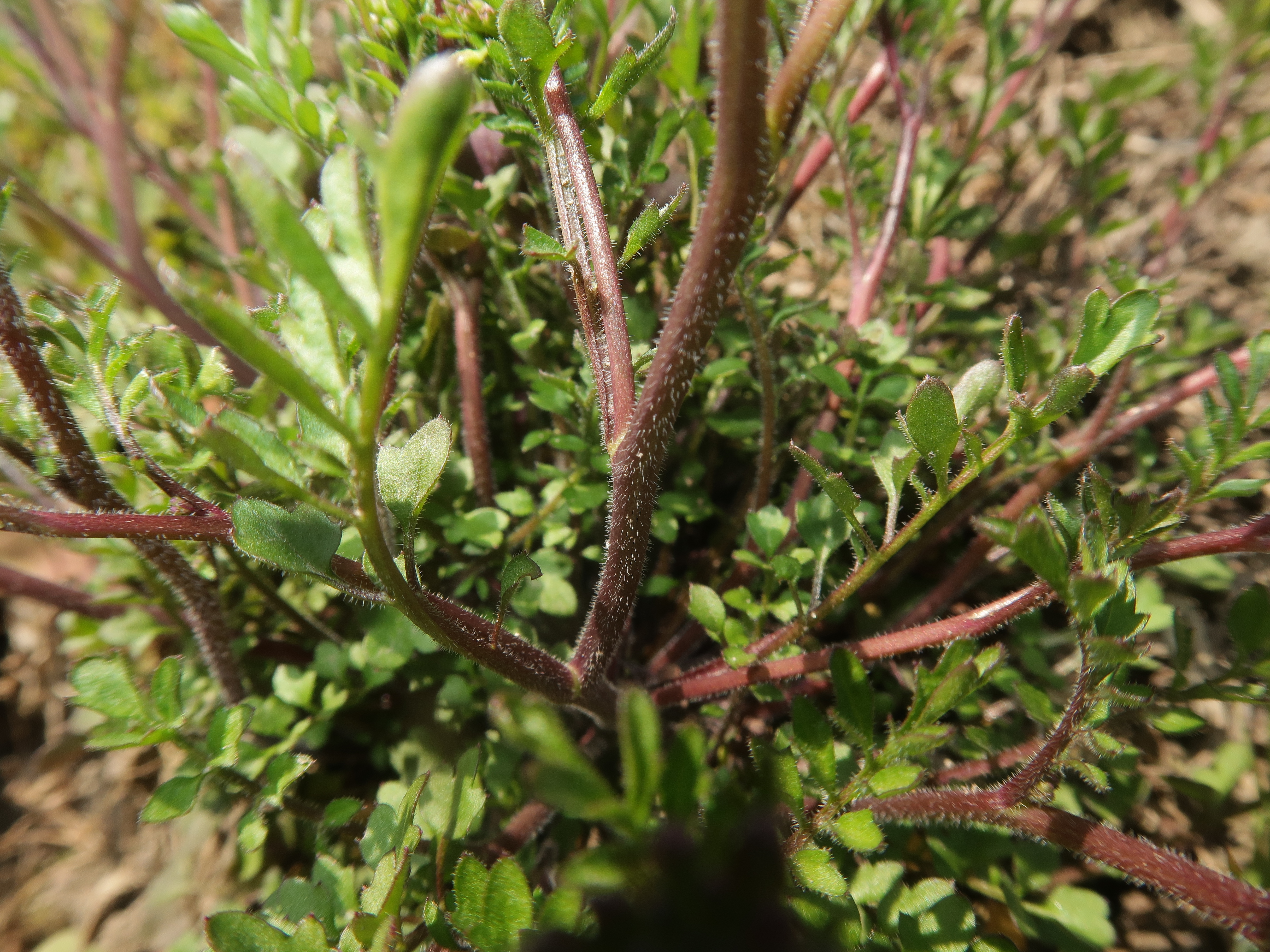
茎の基部は分枝し、暗紫色で、開出する短毛がある。
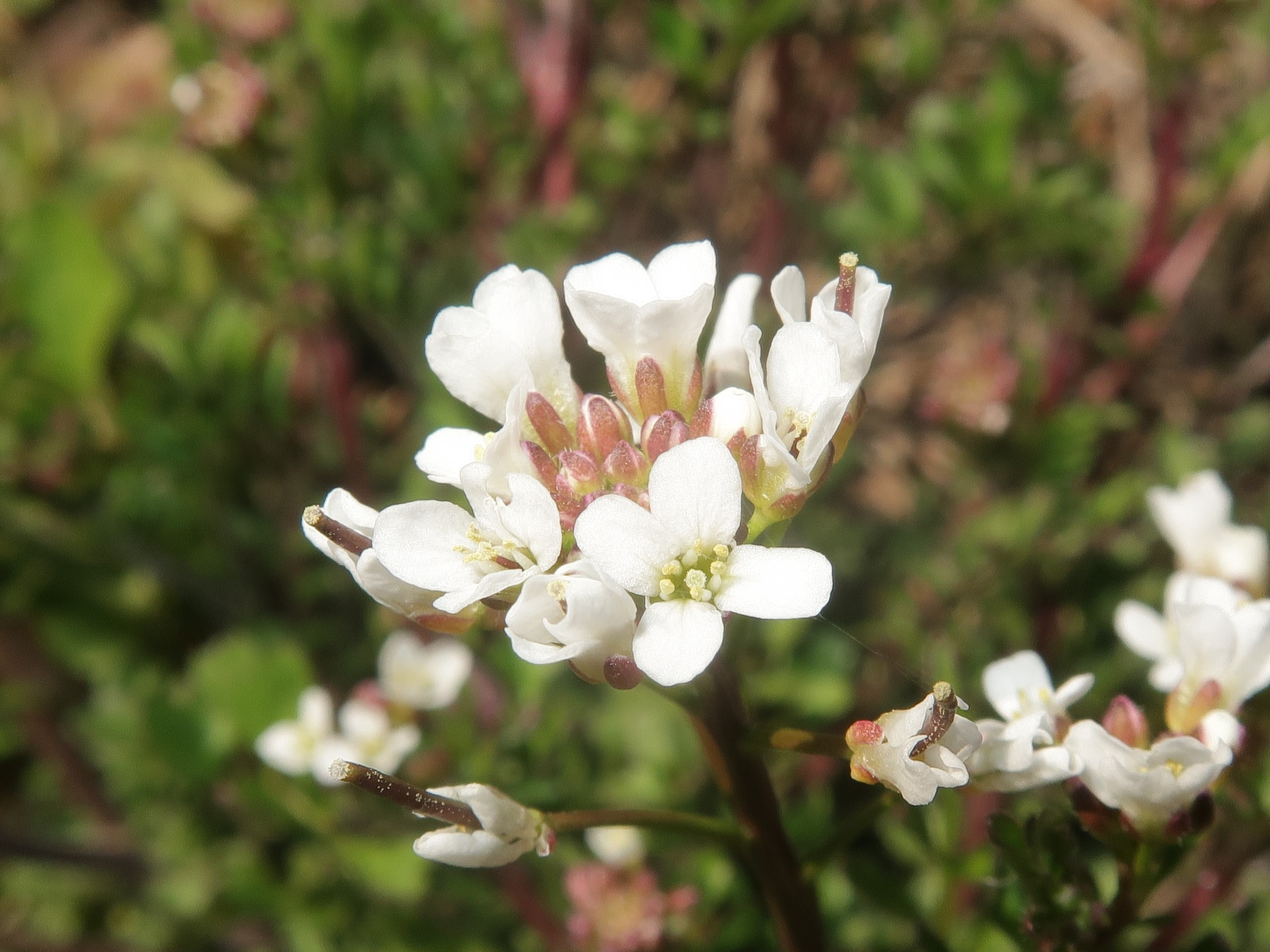
萼片は紫色をおび、花は白色の十字花、雄蕊は6個ある。
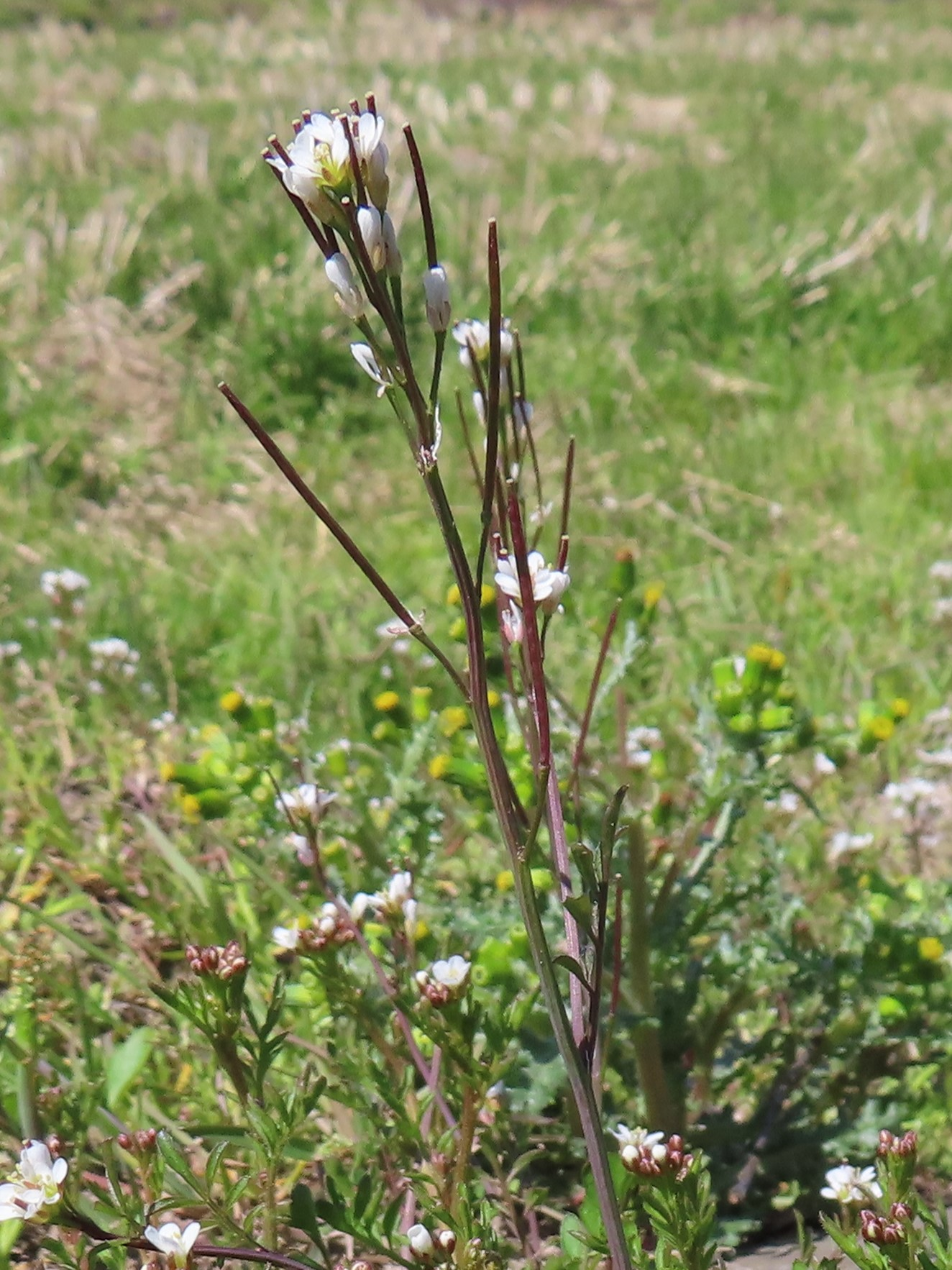
果実は長角果で無毛、線形、直立する。

## 利用
越冬している葉や、早春に出る若芽を食用にする。採取時期は12月から翌年5月にかけて採取できるが、関東地方以西が3月ごろ、東北地方から以北が3 - 4月ごろが適期とされ、花が開く前のロゼット状に広がったやわらかい若芽は根際からナイフで切りとり、伸びた茎先ややわらかい若葉を摘む。アクは弱く辛味が持ち味で、軽く茹でて水にさらし、おひたし、和え物、煮びたし、汁の実などにする。塩味や醤油味をつけて炊いたご飯に混ぜた菜飯にしてもよい。生のまま天ぷら、サラダ、肉料理の付け合わせにしても食べられ、花だけ集めてサラダのあしらいとしても利用できる。食味は、ピリッと辛く、クレソンに似た爽やかさや苦味がある。辛味は、水がきれいで冷たい場所のものほど強いといわれ、熱を加えると苦くなることがある。別種のオオバタネツケバナ、ミズタネツケバナも同様に食用にでき、帰化植物のミチタネツケバナも根出葉が同様に食べられる。七草がゆの際には、春の七草のナズナと間違えられる例もあるが、果実の形が違うため判別は難しくない。誤って食べてしまった場合も毒はなく実害はない。
アイヌ料理では鮭と相性が良いとしてシペキナ（鮭の草）の名で鮭料理の香辛料にされた。北海道弁では「アイヌ山葵」と呼ばれる。
夏に採取した全草は、天日で乾燥させて生薬にし、砕米薺（さいべいせい）と称している。かつては咳止め、利尿剤などの民間薬に利用された。下痢や膀胱炎に、1日量5 - 10グラムを600 ccの水で煎じて3回に分けて服用する民間療法も知られる。熱を冷ます薬草で、肛門や尿道に熱感があるときに使うとよいといわれる。ただし、妊婦への服用は禁忌とされる。
2月3日、3月7日の誕生花。

## 近縁種
タネツケバナには、オランダガラシ（別名：クレソン、学名: Nasturtium officinale）など姿が似た近似種や近縁種がいくつもあるが、多くは花が少し遅い。オランダガラシは野菜として栽培されているが、日本には帰化植物として野生化もしており、タネツケバナと同じく水の冷たいところではかなり辛くなる。水温が低いところでは、小型化してタネツケバナと似た姿になる。
山の渓流沿いには、大形のオオバタネツケバナ（学名: Cardamine scutata）が生える。オオバタネツケバナは草姿がクレソンと大変よく似ており、辛味や香りが強く、よりおいしく食べられる。